# محمد بن عبد السلام بن مشيش
محمد بن عبد السلام بن مشيش. ولي صالح من الشرفاء العلميين أهل جبل العلم الواقع بالقرب من مدينتي تطوان وشفشاون من المنطقة الشمالية الغربية من بلاد المغرب.
ولقد عاش الولي الصالح محمد بن عبد السلام بن مشيش العلمي في القرن السابع الهجري (الثالث عشر الميلادي).

## أصله ونسبه
من المعلوم أن الشرفاء العلميون ينتسبون إلى أسلافهم الأدارسة. [وفقًا لِمَن؟] أن محمد بن عبد السلام بن مشيش هو علمي إدريسي.
النسب الصحيح لسيدي عبد السلام بن مشيش وكل أشراف جبل العلم تم تحقيقه في كتاب (الإحياء بعد الإنساء) بمعرض القاهرة للكتاب للشريف المهندس عبد الفتاح فتحي أبو حسن شكر ـ الحدين ـ كوم حماده ـ بحيرة ـ مصر

## خلفه
خلف الولي الصالح محمد بن الشيخ مولانا عبد السلام بن مشيش ولدين هما: عبد الكريم دفين قرية تزية، والعافية الدي حسب مراة المحاسن للعربي الفاسي شدور الدهب في خير نسب لابن رحمون وتقييده الحاج بركة بقي آخر نسله في قرية تجزة ثم تفرقوا في عدة أماكن ببني عروس وشمال المغرب.

## حياته الخاصة
والده هو شيخ الصوفية عبد السلام بن مشيش العلمي الإدريسي. ويكون الولي محمد بن عبد السلام بن مشيش أكبر أولاد هذ الأخير.وأمه: هي خديجة بنت يونس، بنت عم الشيخ عبد السلام بن مشيش. للولي المترجم خمس إخوة في المجموع أربعة من الذكور: أحمد، وعلال، وعبد الصمد. وله أخة واحدة: فاطمة.

## وصلات داخلية
- جبل العلم

## وصلات خارجية
عبد السلام بن مشيش شيخ الإمام الشاذلي وساكن جبل “العلم”